# Szajch Nadżdżar
Szajch Nadżdżar (arab. شيخ نجار) – miasto w Syrii, w muhafazie Aleppo. W 2004 roku liczyło 2588 mieszkańców. Ośrodek przemysłowy.